# Menonita Sommer Feld
Menonita Sommer Feld (auch Menonita Sommer Felp) ist eine Streusiedlung im Departamento Santa Cruz im Tiefland des südamerikanischen Andenstaates Bolivien.

## Lage im Nahraum
Menonita Sommer Feld ist die siebtgrößte Ortschaft im Municipio Cabezas in der Provinz Cordillera. Die Ortschaft liegt auf einer Höhe von 332 m zehn Kilometer  westlich des Río Grande in einer großräumig erschlossenen Agrarregion südlich von Santa Cruz.

## Geographie
Menonita Sommer Feld liegt im bolivianischen Tiefland zwischen den Schwemmlandebenen des Río Piraí im Westen und des Río Grande im Osten. Das Klima ist semihumid, die Temperaturen schwanken im Tagesverlauf und im Jahresverlauf nur unwesentlich.
Die Jahresdurchschnittstemperatur liegt bei 24 bis 25 °C, mit monatlichen Durchschnittstemperaturen zwischen knapp 27 °C im Dezember und Januar und unter 21 °C im Juni und Juli (siehe Klimadiagramm Pailón). Der Jahresniederschlag beträgt rund 950 mm, der Trockenzeit von Juli bis September steht eine ausgeprägte Feuchtezeit von November bis Februar gegenüber, in der die Monatswerte bis 140 mm erreichen.

## Verkehrsnetz
Menonita Sommer Feld liegt in einer Entfernung von fünfzig Straßenkilometern südöstlich von Santa Cruz, der Hauptstadt des gleichnamigen Departamentos.
Von Zentrum der Hauptstadt fährt man acht Kilometer in südlicher Richtung über die Avenida Velarde und die Avenida Santos Dumont und biegt dann in südöstlicher Richtung auf die Avenida Nuevo Palmar ab, die vorbei an der Nordostecke des Landschaftsschutzgebietes Lomas de Arena zur Ortschaft Olivera führt und noch einmal dreizehn Kilometer weiter in der gleichen Richtung. Eine unbefestigte Landstraße führt dann in östlicher Richtung nach Menonita Sommer Feld.

## Bevölkerung
Die Einwohnerzahl der Ortschaft ist im vergangenen Jahrzehnt um etwa ein Viertel angestiegen:
| Jahr | Einwohner         | Quelle       |
| ---- | ----------------- | ------------ |
| 1992 | keine Detaildaten | Volkszählung |
| 2001 | 761               | Volkszählung |
| 2012 | 944               | Volkszählung |
| 2024 |                   | Volkszählung |

Die Siedlung ist – wie ihr Name sagt – in erster Linie bewohnt mit Familien der Glaubensgemeinschaft der Mennoniten, die sich in Bolivien vor allem im Departamento Santa Cruz angesiedelt haben.